# Chauny
Chauny è un comune francese di 12 405 abitanti situato nel dipartimento dell'Aisne della regione dell'Alta Francia.
Sul territorio comunale si diparte dal fiume Oise il canale di San Quintino (prima parte, già nota come canale Crozat).

## Società

### Evoluzione demografica
Abitanti censiti